# 186 Celuta
Celuta (asteroide 186) é um asteroide da cintura principal com um diâmetro de 49,99 quilómetros, a 2,0077363 UA. Possui uma excentricidade de 0,1499119 e um período orbital de 1 325,75 dias (3,63 anos).
Celuta tem uma velocidade orbital média de 19,38078548 km/s e uma inclinação de 13,17267º.
Este asteroide foi descoberto em 6 de Abril de 1878 por Prosper Henry.